# Thành cổ Quảng Trị
Thành cổ Quảng Trị hoặc Cổ thành Quảng Trị là một Di tích quốc gia đặc biệt của Việt Nam được xếp hạng đợt 4, tọa lạc ở trung tâm thị xã Quảng Trị, tỉnh Quảng Trị.

## Lịch sử

Sơ đồ thành Quảng Trị năm 1889

Theo tài liệu thì vào đầu thời Gia Long, thành Quảng Trị được xây dựng tại phường Tiền Kiên (Triệu Thành - Triệu Phong), đến năm 1809, vua Gia Long cho dời đến xã Thạch Hãn (tức vị trí ngày nay, thuộc phường 2, thị xã Quảng Trị). Ban đầu thành được đắp bằng đất, tới năm 1837 vua Minh Mạng cho xây lại bằng gạch. Thành có dạng hình vuông, chu vi tường thành là hơn 2.000 m, cao hơn 4 m, dưới chân dày hơn 12 m, bao quanh có hệ thống hào, bốn góc thành là 4 pháo đài nhô hẳn ra ngoài. Thành được xây theo lối kiến trúc thành trì Việt Nam với tường thành bao quanh hình vuông được làm từ gạch nung cỡ lớn; kết dính bằng vôi, mật mía và một số phụ gia khác trong dân gian. Thành trổ bốn cửa chính ở các phía Đông, Tây, Nam, Bắc.
Trong những năm 1809-1945 nhà Nguyễn lấy làm thành lũy quân sự và trụ sở hành chính. Từ năm 1929, Pháp xây dựng thêm nhà lao ở đây và biến nơi đây thành nơi giam cầm những người có quan điểm chính trị đối lập.

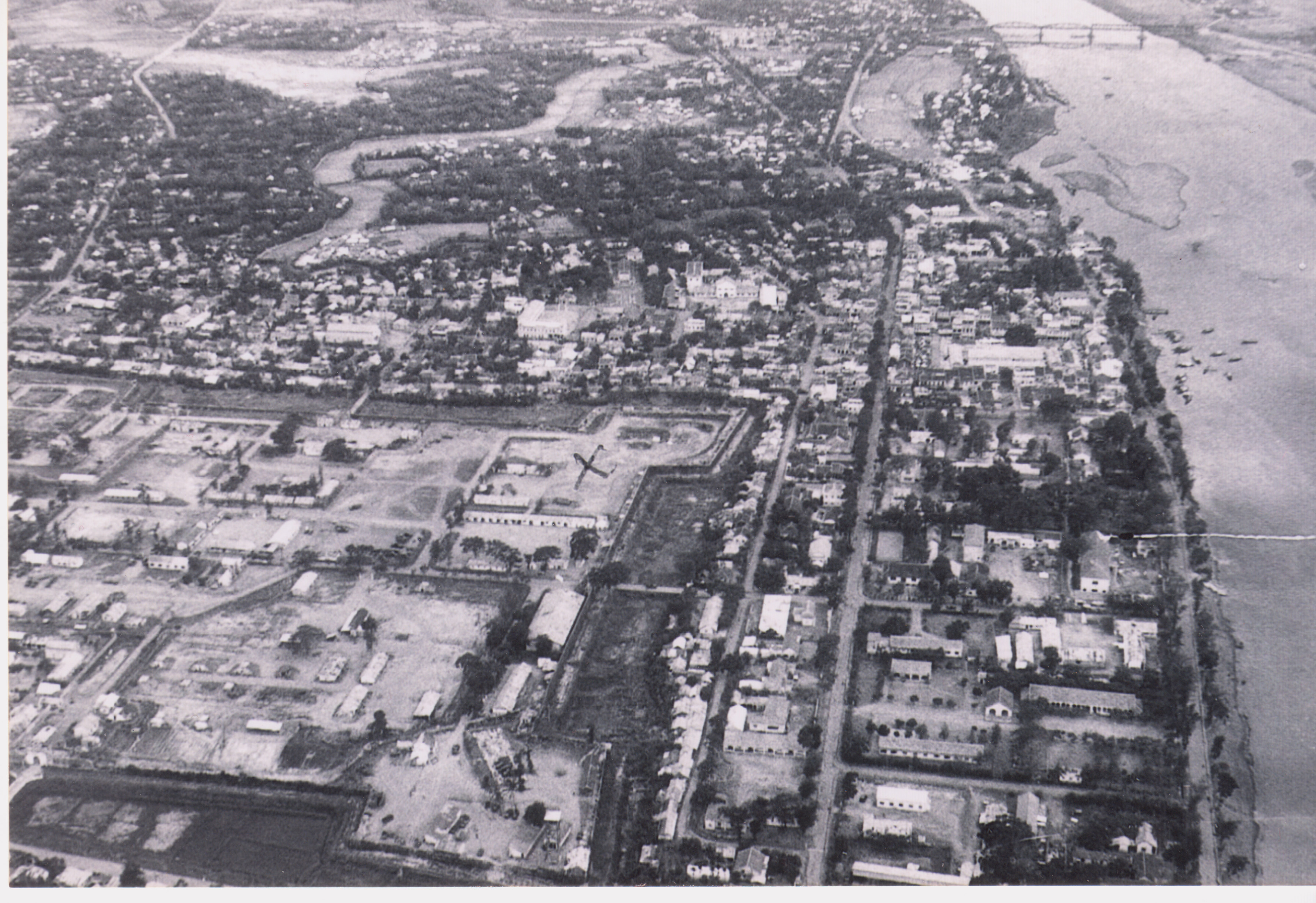
Thành cổ Quảng Trị (có dấu X) và một góc thị xã năm 1967

Tại nơi đây đã có những trận đánh lớn trong thời kỳ chiến tranh Việt Nam trong các năm 1968, 1972. Sau chiến dịch Thành Cổ "chiến dịch Xuân - Hè 1972" toàn bộ Thành Cổ gần như bị san phẳng; chỉ còn sót lại một cửa hướng Đông tương đối nguyên hình và vài đoạn tường thành cùng giao thông hào bên ngoài chi chít vết bom đạn.
Trong thập niên 90 của thế kỷ 20, UBND tỉnh Quảng Trị cho tôn tạo lại thành để làm di tích. Người ta phục chế vài đoạn tường thành, làm lại bốn cổng chính, ngay trung tâm thành được xây một đài tưởng niệm ghi dấu ấn 81 ngày đêm năm 1972. Góc phía tây nam dựng lên một ngôi nhà Hiện đại làm bảo tàng. Toàn bộ đường dẫn vào di tích và mặt đất bên trong Thành Cổ được tráng xi măng chừa ô trồng cỏ. Thành Cổ được người dân trong vùng xem là "Đất Tâm Linh" vì nơi đây bất cứ tấc đất nào cũng có bom đạn và máu xương các binh sĩ hai bên. Hiện nay là một công viên lớn nhất Thị xã Quảng Trị.

## Trận Thành Cổ Quảng Trị 1972
Thành cổ Quảng Trị còn nổi tiếng là nơi diễn ra trận chiến 81 ngày đêm giữa lực lượng của Quân Giải phóng miền Nam Việt Nam với liên minh Quân đội Hoa Kỳ-Quân lực Việt Nam Cộng hòa có sự yểm trợ tối đa của hỏa lực từ pháo hạng nặng, pháo hạm và B-52 ném bom của quân đội Mỹ. Đây là một trận đánh gây thiệt hại nặng cho cả hai bên và là trận đánh khốc liệt nhất toàn bộ cuộc chiến. Kết quả, Quân lực Việt Nam Cộng hòa tái chiếm được Thành cổ và một phần thị xã nhưng Quân Giải phóng miền Nam Việt Nam giữ được nửa bắc tỉnh Quảng Trị, các vị trí chiến lược ở cực Tây tỉnh Quảng Trị và xung quanh Thành cổ cũng như các vị trí xung yếu trong thị xã. Hiện nay tại bảo tàng Thành cổ Quảng Trị vẫn còn có những di vật, và những bức thư bộ đội gửi vĩnh biệt gia đình trong thời gian xảy ra trận đánh này

## Hiện nay

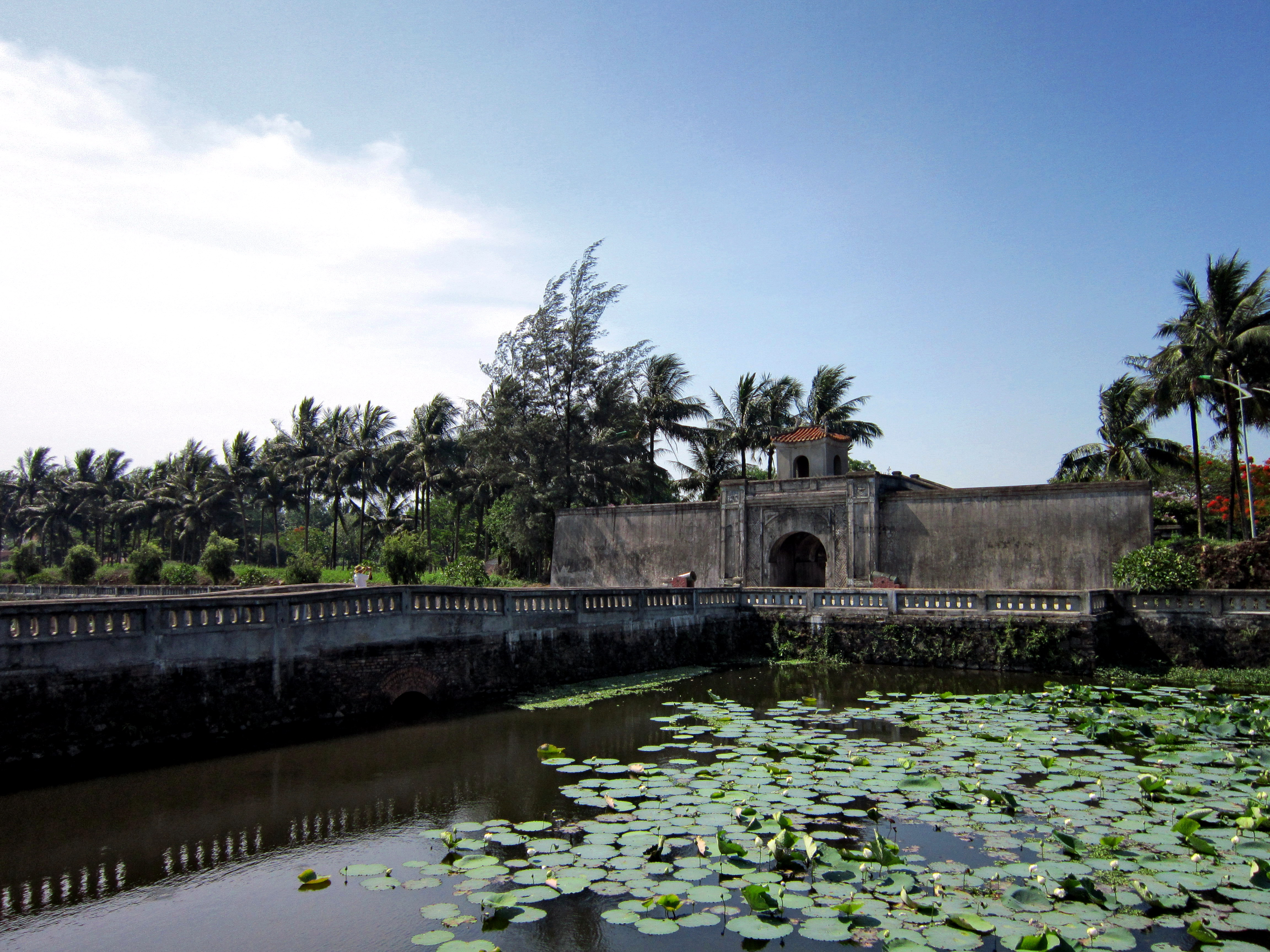
Đài tưởng niệm trong thành cổ Quảng Trị

Thành cổ Quảng Trị được xếp vào danh mục những Di tích quốc gia đặc biệt và là điểm thu hút hấp dẫn khách tham quan Việt Nam và khách du lịch quốc tế.

## Ảnh

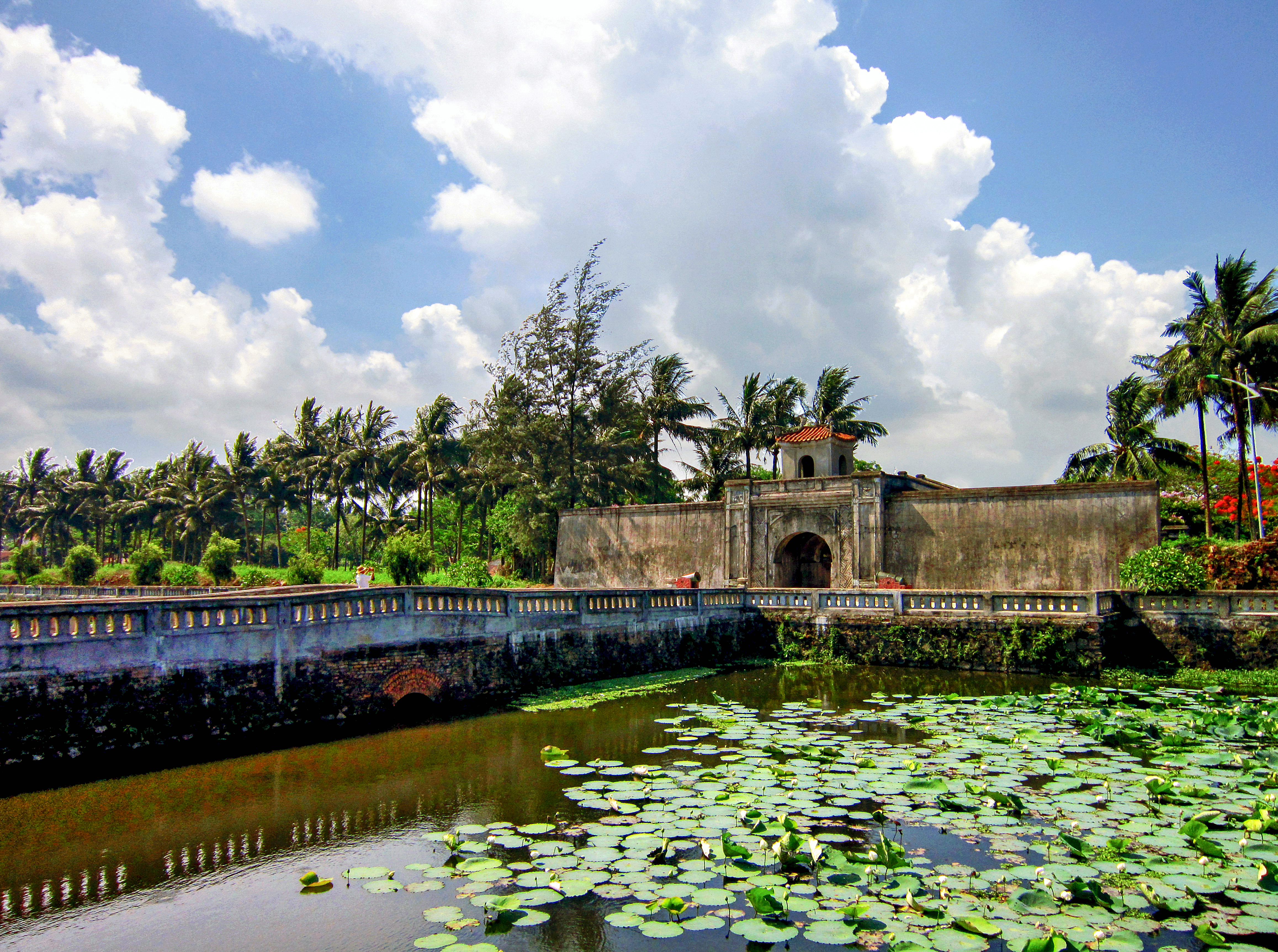
Thành cổ Quảng Trị.
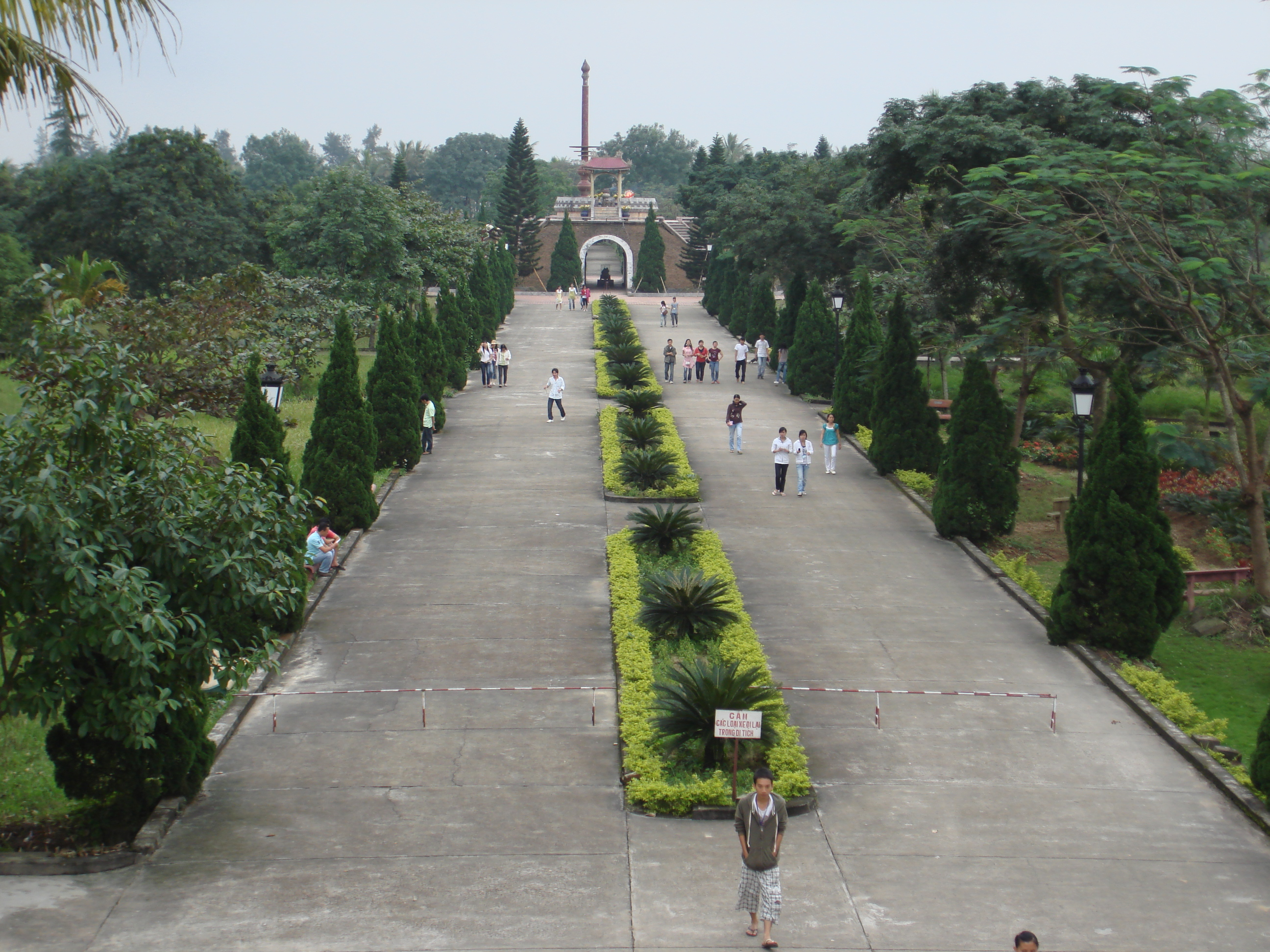
Đài tưởng niệm (chụp gần).
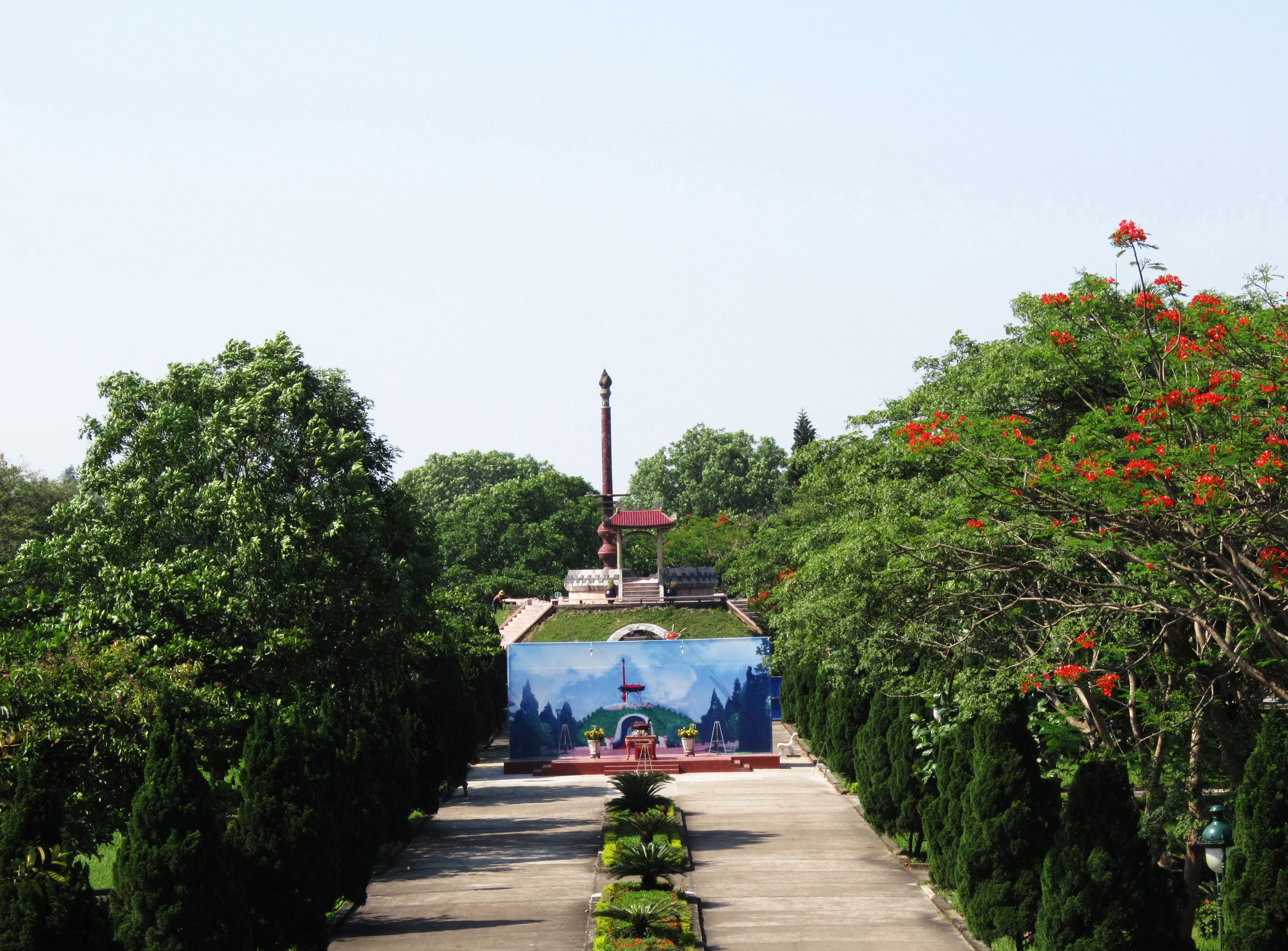
Lối đi chính trong thành cổ Quảng Trị.
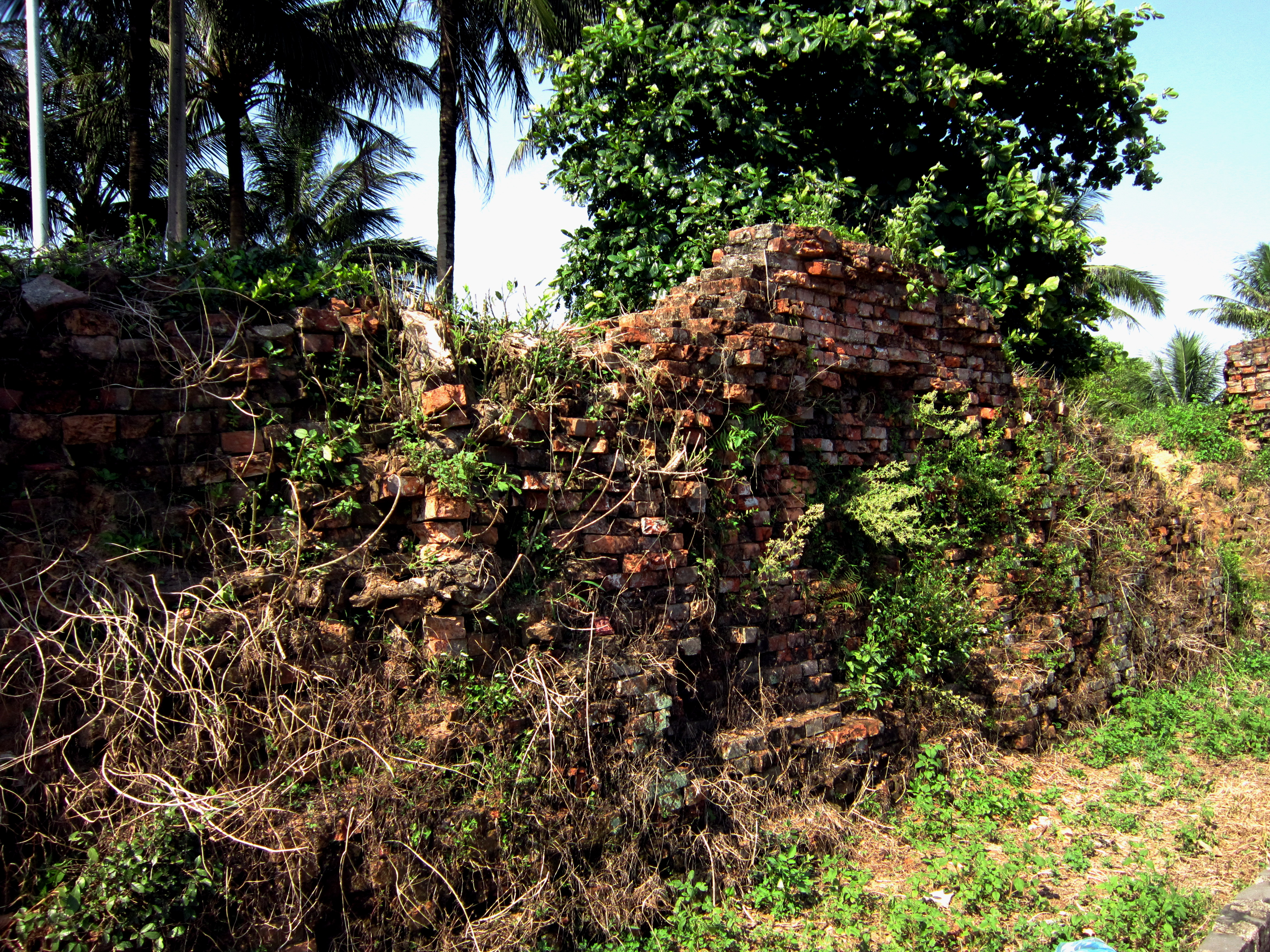
Một đoạn tường cũ của thành cổ Quảng Trị.